# Rafael Aguado Arnal
Rafael Aguado Arnal (Zaragoza, 1880-Madrid, 1951) fue un pintor e ilustrador español.

## Biografía
Nació el 24 de octubre de 1880 en Zaragoza. En 1928 expuso un conjunto de obras en el Círculo Mercantil de Zaragoza y antes lo había hecho en el Ateneo de Madrid. También expuso en el Círculo de Bellas Artes de Madrid. Este pintor aragonés cultivó los géneros del paisaje y el retrato y entre sus obras se encontraron cuadros como Casa de Campo, Puente del Rey (Madrid), Orillas del Manzanares, Orillas del Ebro y las Vistillas. También colaboró como ilustrador en el periódico Heraldo de Aragón. Casado con Rogelia García Naudín, que le sobrevivió, falleció en 1951 en Madrid.